# Лельевр, Арман Шарль Луи
Шарль Лагранж (Арман Шарль Луи Ле Льевр де Ла Гранж; фр. Armand Charles Louis Le Lièvre de La Grange; 1783 — 1864) — французский военный деятель, генерал-лейтенант (1814 год), граф (1810 год), участник революционных и наполеоновских войн.
Его старший брат, Аделаид Лагранж, также дослужился до звания генерала.
Имя генерала выбито на Триумфальной арке в Париже.

## Биография
Родился в семье генерал-лейтенанта королевской армии маркиза де Лагранжа, его старший брат также дослужился до звания дивизионного генерала. 5 апреля 1800 года Шарль вступил добровольцем в 9-й драгунский полк, был ранен в сражении при Маренго, 4 июля 1800 года – бригадир (унтер-офицерское звание, соответствует капралу), 22 сентября 1800 года – вахмистр, 23 октября 1800 года – младший лейтенант. В 1800-1801 годах служил в составе Итальянской армии, сражался при Монтебелло 9 июня, отличился при переходе через Минчо у Поццоло 25 декабря, где был ранен.
В 1802 году сопровождал генерала Себастьяни в его дипломатических миссиях в Константинополь, Сирию и Египет. 15 июля 1803 года – лейтенант, 9 февраля 1804 года – адъютант генерала Себастьяни. 12 сентября 1805 года стал адъютантом начальника генерального штаба Великой Армии маршала Бертье, участвовал в кампании 1805 года, 6 ноября ранен в сражении при Амштеттене, отличился при взятии Ульма и в сражении при Аустерлице.
20 января 1806 года произведён в капитаны с назначением в 23-й конно-егерский полк, сражался в составе Армии Неаполя, 18 июля 1806 года отличился при осаде Гаэты. 27 января 1807 года – командир эскадрона 9-го гусарского полка, принимал участие в Польской кампании 1807 года (часть войны четвёртой коалиции), сражался при Эйлау, Гейльсберге, Фридланде, был при взятии Штральзунда. 13 июля 1807 года произведён в полковники штаба в Тильзите.
С 22 августа 1807 года по 18 января 1810 года вновь исполнял обязанности адъютанта маршала Бертье, сражался в Испании, 30 ноября 1808 года отличился в сражении при Сомосьерре, 29 декабря 1808 года – при Бенавенте.
Принимал участие в Австрийской кампании 1809 года, сражался при Ландсхуте, Регенсбурге, Экмюле, Эсслинге и Ваграме, где был контужен шрапнелью в колено. В 1810 году в составе делегации маршала Бертье сопровождал Марию-Луизу Австрийскую из Вены в Париж. 31 января 1812 года произведён в бригадные генералы, 18 февраля 1812 года возглавил 3-ю бригаду 5-й дивизии тяжёлой кавалерии генерала Валанса 1-го корпуса кавалерийского резерва Великой Армии, участвовал в Русской кампании, сражался 26 июля при Могилёве, 16-17 августа при Смоленске, 19 августа при Валутино, 24 октября при Малоярославце, 3 ноября при Вязьме. Во время отступления армии, 23 ноября был включён в состав «Священного эскадрона».
Принимал участие в Саксонской кампании 1813 года в составе 2-го кавалерийского корпуса, командовал 7-й бригадой лёгкой кавалерии в составе 2-й дивизии лёгкой кавалерии генерала Русселя д'Юрбаля, отличился в сражениях при Виттенберге, Лейпциге и Ханау. С 12 января 1814 года - командир 1-й бригады 7-й дивизии Молодой гвардии, сражался при Фонтенбло, Краоне, Лаоне, Фер-Шампенуазе и под Парижем.
При первой реставрации Бурбонов произведён 4 июня 1814 года в генерал-лейтенанты и 1 июля назначен командиром эскадрона 2-й роты Королевских чёрных мушкетёров. Во время «Ста дней» оставался без служебного назначения, после второй реставрации определён в распоряжение военного министра, с 7 февраля 1831 года состоял в запасе Генерального штаба. 11 октября 1832 года – пэр Франции, в 1845 году – генеральный инспектор 9-го округа жандармерии, в 1846 году – генеральный инспектор 3-го кавалерийского округа, 12 апреля 1848 года вышел в отставку. 14 ноября 1859 года – сенатор. Умер 2 августа 1864 года в столице Франции в возрасте 81 года. Имя генерала выбито на Триумфальной арке в Париже.

## Воинские звания
- Бригадир (4 июля 1800 года);
- Вахмистр (22 сентября 1800);
- Младший лейтенант (23 октября 1800 года);
- Лейтенант (15 июля 1803 года);
- Капитан (20 января 1806 года);
- Командир эскадрона (27 января 1807 года);
- Полковник штаба (13 июля 1807 года);
- Бригадный генерал (31 января 1812 года);
- Генерал-лейтенант (4 июня 1814 года).

## Титулы
- Граф Лагранж и Империи (фр. comte Lagrange et de l'Empire; декрет от 28 октября 1808 года, патент подтверждён 26 апреля 1810 года)[1].

## Награды
Легионер ордена Почётного легиона (14 марта 1806 года)
 Кавалер баварского военного ордена Максимилиана Иосифа (14 марта 1806 года)
 Командор баварского военного ордена Максимилиана Иосифа (30 июня 1807 года)
 Офицер ордена Почётного легиона (24 июля 1809 года)
 Кавалер австрийского ордена Святого Леопольда (4 апреля 1810 года)
 Коммандан ордена Почётного легиона (30 ноября 1813 года)
 Кавалер военного ордена Святого Людовика (22 августа 1814 год)
 Великий офицер ордена Почётного легиона (30 апреля 1836 года)
 Большой крест люксембургского ордена Дубовой короны